# Dan Estrin
Pour les articles homonymes, voir Estrin.
Dan Estrin est né le 9 juillet 1976 et est le guitariste du groupe Hoobastank. Son surnom est Funk.